# Стадион Независимости (Замбия)
Замбийский Стадион Независимости (англ. Independence Stadium — стадион, расположенный в замбийском городе Лусака. Был построен в 1964 году специально для проведения праздничных мероприятий и футбольных матчей.
Вместимость: 30 тысяч зрителей. 

## Реконструкция

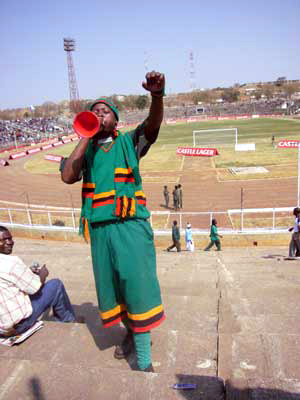
Фанат сборной Замбии на стадионе с вувузелой

В 2004 году был закрыт на реконструкцию для улучшения системы безопасности. На данный момент снесена западная трибуна, с 2007 года ведётся полная реконструкция. На его месте планируется построить новый 70-тысячный стадион. Он должен был предназначаться для Всеафриканских игр 2011, за которые боролся город Лусаку, однако право на Игры было отдано мозамбикскому городу Мапуто, вследствие чего работы над новой ареной замедлились.